# Мухран Мачавариани
Мухран Мачавариани (на грузински: მუხრან მაჭავარიანი) е грузински поет.
Роден е на 2 април 1929 година в Аргвети. През 1952 година завършва филология в Тбилиския университет, след което работи като редактор в различни списания. Автор е на множество стихосбирки, превежда на грузински „Калевала“, както и българска поезия, която издава в отделна антология през 1974 година.
Мухран Мачавариани умира от инфаркт на 17 май 2010 година в Тбилиси.